# Логара (национальный парк)
Национальный парк «Логара́» (Логора; алб. Parku Kombëtar i Llogarasë/Llogorasë) — природоохранная зона, расположенная на юго-западе Албании, на территории округа Влёра, область Влёра, в сорока километрах к югу от города Влёра в Акрокераунских горах. Образован в числе первых четырёх национальных парков страны 21 ноября 1966 года. Площадь парка составляет 10,1 квадратных километра. Его территория охватывает леса к северу от перевала Логара на высоте от 470 до 2018 метров над уровнем моря.
Постоянные воздушные потоки через перевал приводят к тому, что деревья вырастают, изогнувшись под неестественными углами, как, например, «флаговая сосна» (алб. Pisha e Flamurit). Вдоль дороги к перевалу имеется несколько мест ночлега для туристов. Парк пользуется популярностью среди любителей пешеходного туризма. Ежегодно к югу от перевала проводятся международные соревнования по парапланеризму.

## Флора
Регион отличается разнообразием средиземноморской растительности. На территории парка располагаются альпийские и субальпийские луга, произрастают сосна чёрная (Pinus nigra), сосна Гельдрейха (Pinus heldreichii), пихта македонская (Abies borisii-regis), дуб кермесовый (Quercus coccifera), ясень (Fraxinus). Редкие и угрожаемые виды включают тис ягодный (Taxus baccata) и рожковое дерево (Ceratonia siliqua). Из папоротников встречаются Cheilanthes acrostica и Selaginella denticulata.

## Фауна
Из бабочек на территории парка отмечены, в частности, червонец пятнистый (Lycaena phlaeas) и голубянка весенняя (Celastrina argiolus).